# Crotalaria rotundifolia
Crotalaria rotundifolia là một loài thực vật có hoa trong họ Đậu. Loài này được J.F.Gmel. miêu tả khoa học đầu tiên.